# Осорио Ортис, Хуан
Хуан Мануэль Осорио Ортис(исп. Juan Manuel Osorio Ortiz) (24 июня 1957, Толука-де-Лердо, Мексика) — мексиканский актёр театра и кино, оператор, продюсер, режиссёр и сценарист.

## Биография
Родился 24 июня 1957 года в Толуке-де-Лердо. В мексиканском кинематографе дебютировал в 1986 году и с тех пор принял участие в 35 работах в кино и телесериалах в качестве актёра, оператора, продюсера, режиссёра и сценариста. 29 июня 2013 года скорпостижно скончался его единственный сын Хуан Осорио Авалос от внезапного сердечного приступа, которого продюсер очень сильно любил, весть о смерти сына мгновенно разнеслась по всей Мексике и со всех концов Мексики прибыли мексиканские актёры, продюсеры и режиссёры, чтобы выразить искренние соболезнования ему. На следующий день, 30 июня 2013 года состоялись похороны сына продюсера, на котором присутствовали множество актёров, продюсеров и режиссёров, которые всячески поддерживали Хуана Осорио Ортиса. После похорон сына, здоровье продюсера резко пошатнулось и он был срочно госпитализирован в одну из больниц Мехико, оправившись от горя, с 2014 года он вновь приступил к продюсированию теленовелл.

### Личная жизнь
Хуан Осорио Ортис был женат трижды:
- От первого брака родился единственный сын Хуан Осорио Авалос (?-29.06.2013).
- Второй супругой актера и продюсера являлась актриса и певица Нюрка Маркос, брак просуществовал с 1998 по 2003 год.
- Имя третьей супруги Хуана Осорио Ортиса неизвестно.

## Фильмография

### Актёр

#### Фильмы
- 2002 — Море крови — Матон.

### Оператор-постановщик

#### Телесериалы
- 1987 — Непокорная

### Продюсер

#### Исполнительный продюсер

##### Избранные телесериалы
- 1989 —
  - Дом в конце улицы
  - Моя вторая мама
- 1995 — Мария Хосе
- 1996 — Марисоль
- 1997 — У Души нет цвета
- 1998 — Живу ради Елены
- 2000 — Всегда буду любить тебя
- 2001-02 — Страсти по Саломее
- 2003 — Фата Невесты
- 2007 — Буря в Раю

## Награды и премии

### TVyNovelas
| Год  | Номинация                   | Теленовелла            | Итоги премии |
| ---- | --------------------------- | ---------------------- | ------------ |
| 2015 | Лучшая теленовелла          | Mi corazón es tuyo     | ПОБЕДА       |
| 2014 | Лучшая теленовелла          | Porque el amor manda   | проигрыш     |
| 2012 | Лучшая теленовелла          | Una familia con suerte | проигрыш     |
| 2010 | Лучшая теленовелла          | Mi pecado              | проигрыш     |
| 2002 | Лучшая теленовелла          | Страсти по Саломее     | проигрыш     |
| 2000 | Лучшая теленовелла          | Nunca te olvidaré      | проигрыш     |
| 1993 | Лучшая комедийная программа | Todo de todo           | ПОБЕДА       |
| 1991 | Лучшая теленовелла          | Días sin luna          | проигрыш     |
| 1990 | Лучший продюсер             | Дом в конце улицы      | ПОБЕДА       |
| 1990 | Лучшая теленовелла          | Моя вторая мама        | ПОБЕДА       |

### People en Español
| Год  | Номинация        | Теленовелла            | Итоги премии |
| ---- | ---------------- | ---------------------- | ------------ |
| 2013 | Теленовелла года | Porque el amor manda   | ПОБЕДА       |
| 2012 | Теленовелла года | Una familia con suerte | проигрыш     |

### TV Adicto Golden Awards
| Год  | Номинация                                | Теленовелла            | Итоги премии |
| ---- | ---------------------------------------- | ---------------------- | ------------ |
| 2011 | Лучшая теленовелла телекомпании Televisa | Una familia con suerte | ПОБЕДА       |
| 2011 | Лучшая популярная теленовелла            | Una familia con suerte | ПОБЕДА       |

### Прочие премии
- Favoritos del Público 2015 "Mejor Final" Mi corazón es tuyo[7]

| Год  | Номинация                           | Теленовелла        | Итоги премии |
| ---- | ----------------------------------- | ------------------ | ------------ |
| 2015 | Лучший телесериал, или телепередача | Mi corazón es tuyo | проигрыш     |